# Santa Eulàlia de Ronçana
Santa Eulàlia de Ronçana è un comune spagnolo di 7 000 abitanti (2008) situato nella comunità autonoma della Catalogna.